# 백성현
백성현(白成鉉, 1989년 1월 30일 ~ )은 대한민국의 배우이다.

## 학력
- 광명북고 (졸업)
- 중앙대학교 예술대학 (연극학 / 학사)

## 출연작

### 드라마
- 1994년 SBS 수목 드라마 《이 남자가 사는 법》  ... 어린 한세현 역 (홍학표 아역)
- 1995년 KBS1 일일연속극 《바람은 불어도》 ... 황민 역
- 1996년 MBC 미니시리즈 《애인》 ... 정진수 역
- 1998년 MBC 일일연속극 《보고 또 보고》 ... 오선남 역
- 1999년 MBC 창사 38주년 특별기획 드라마 《허준》 ... 어린 허준 역 (전광렬 아역)
- 2000년 ~ 2001년 KBS2 주말연속극 《태양은 가득히》 ... 어린 강민기 역 (유준상 아역)
- 2000년 ~ 2001년 MBC 창사 39주년 특별기획 드라마 《황금시대》 ... 조상만 역
- 2001년 MBC 수목 미니시리즈 《반달곰 내 사랑》
- 2000년 ~ 2001년 MBC 월화 드라마 《아줌마》 ... 오장훈 역
- 2001년 SBS 드라마 스페셜 《아름다운 날들》 ... 어린 이민철 역 (이병헌 아역)
- 2002년 SBS 일일드라마 《오남매》 ... 한우식 역 (이재황 아역)
- 2002년 KBS2 특별기획 드라마 《태양인 이제마》 ... 어린 이제마 역 (최수종 아역)
- 2002년 ~ 2003년 MBC 수목 미니시리즈 《삼총사》 ... 어린 박준기 역 (류진 아역)
- 2003년 MBC 특별기획 드라마 《다모》 ... 어린 황보윤 역 (이서진 아역)
- 2003년 ~ 2004년 SBS 드라마 스페셜 《천국의 계단》 ... 어린 차송주 역 (권상우 아역)
- 2004년 KBS2 HD 특별기획 드라마 《해신》 ... 어린 장보고 역 (최수종 아역)
- 2004년 MBC 특별기획 드라마 《영웅시대》 ... 어린 천태산 역 (차인표 아역)
- 2007년 OCN 금요 미니시리즈 《키드 갱》 ... 오한표 역
- 2009년 KBS2 HD 수목드라마 《그저 바라보다가》 ... 한상철 역
- 2010년 MBC 4부작 수목 미니시리즈 《런닝, 구》 ... 구대구 역
- 2011년 KBS2 단막극 《드라마스페셜 연작시리즈 - 화이트 크리스마스》 ... 박무열 역
- 2011년 ~ 2012년 JTBC 주말 특별기획 드라마 《인수대비》 ... 의경세자 / 성종 역
- 2012년 KBS2 월화 드라마 《빅》 ... 길충식 역
- 2013년 KBS2 수목 드라마 《아이리스 2》 ... 강병진 역
- 2013년 KBS2 단막극 《드라마스페셜 연작시리즈 - 사춘기 메들리》 ... 성인 최정우 역
- 2013년 ~ 2014년 KBS1 저녁 일일드라마 《사랑은 노래를 타고》 ... 박현우 / 공현우 역
- 2014년 OCN 일요 미니시리즈 《귀신 보는 형사 처용》 ... 장대석 역
- 2014년 웹 드라마 《꿈꾸는 대표님》 ... 오중기 역
- 2014년 웹 드라마 《연애세포 시즌 1》 ... 천지운 역
- 2015년 JTBC 금토 미니시리즈 《사랑하는 은동아》 ... 27세 박현수 역 (주진모 아역)
- 2015년 KBS2 단막극 《드라마스페셜 - 라이브 쇼크》 ... 은범 역
- 2015년 MBC 월화 특별기획 드라마 《화정》 ... 소현세자 역 (특별출연)
- 2016년 웹 드라마 《질풍기획》 ... 김병철 역
- 2016년 SBS 월화 드라마 《닥터스》 ... 피영국 역
- 2016년 OCN 화,목 웹 드라마 《모민의 방》 ... 현우 역
- 2017년 OCN 주말 오리지널 미니시리즈 《보이스》 ... 심대식 역
- 2017년 SBS 드라마 스페셜 《당신이 잠든 사이에》 ... 도학영 역 (특별출연)
- 2021년 tvN 금토 오리지널 미니시리즈 《보이스 4》 ... 심대식 역
- 2021년 Seezn 미니시리즈 《마법을 걸다》 ... 김영광 역
- 2022년 ~ 2023년 KBS1 저녁 일일드라마 《내 눈에 콩깍지》 ... 장경준 역
- 2023년 ~ 2024년 KBS2 특별기획 대하드라마 《고려 거란 전쟁》 ... 목종 역
- 2023년 TBA 《전세역전》
- 2024년 KBS1TV 저녁 일일드라마 《수지맞은 우리》... 채우리/한현우 역
- 2025년 KBS 2TV 저녁주말드라마 《독수리 오형제를 부탁해》 - 백현성 역

### 시트콤
- 2008년 MBC 일일시트콤 《코끼리》 ... 주성현 역

### 영화
| 연도 | 제목                           | 역할   | 비고 |
| ---- | ------------------------------ | ------ | ---- |
| 1994 | 나는 소망한다 내게 금지된 것을 | 백준   |      |
| 1998 | 남자의 향기                    | 권혁수 |      |
| 2001 | 베사메무쵸                     | 이지오 |      |
| 2005 | 말아톤                         | 윤중원 |      |
| 2006 | 첫사랑                         | 준오   |      |
| 2008 | 울학교 이티                    | 백정구 |      |
| 2009 | 시드니 인 러브                 |        |      |
| 2010 | 구르믈 버서난 달처럼           | 견자   |      |
| 2012 | 차이나 블루                    | 은혁   |      |
| 2013 | 아이리스 2: 더 무비            | 강병진 |      |
| 2015 | 스피드                         | 마구림 |      |
| 2016 | 워킹스트리트                   | 박태성 |      |
| 2018 | 스타박'스 다방                 | 박성두 |      |
| 2024 | 1980                           | 삼촌   |      |

### 연극
- 2013년 《순이삼촌》
- 2017년 《조제, 호랑이 그리고 물고기들》

### 뮤직비디오
- 2004년 히어로 - 너만 아는 바보
- 2007년 구정현 - 그러니까 / 오죽했으면
- 2009년 김형중 - 오늘의 운세
- 2010년 SG워너비 - 해바라기
- 2010년 양파, 이해리, 한나 - 사랑은 다 그런거래요

## 광고
- 2000년 구몬학습(with 원미경)
- 2000년 코카콜라
- 2001년 동원참치
- 2002년 농심 짜파게티
- 2014년 엔젤리너스

## 방송
- 2010년 채널동아 《스타도네이션 프로젝트 '백성현의 희망 티셔츠'》
- 2012년 KBS2 《청춘불패 2》
- 2012년 온게임넷 《켠김에 왕까지》
- 2012년 MBC 《2012 코이카의 꿈》
- 2013년 SBS 《월드 챌린지 - 우리가 간다》
- 2013년 MBC 《2013 코이카의 꿈》
- 2014년 KBS2 《대국민 토크쇼 안녕하세요》
- 2014년 KBS2 《우리동네 예체능》
- 2014년 MBC every1 《우리집에 연예인이 산다 2》
- 2014년 SBS 《일요일이 좋다 - 런닝맨》
- 2014년 SBS 《매직아이》
- 2016년 JTBC 《코드 - 비밀의 방》
- 2016년 KBS2 《대국민 토크쇼 안녕하세요》
- 2016년 tvN 《동네의 사생활》
- 2022년 KBS2 《슈퍼맨이 돌아왔다》
- 2022년 KBS2 《해 볼만한 아침 M&W》 2022년 9월 5일 ~ 9월 9일 (임시진행)

## 수상 및 후보
| 연도 | 시상식                    | 부문                             | 작품                          | 결과 |
| ---- | ------------------------- | -------------------------------- | ----------------------------- | ---- |
| 2003 | SBS 연기대상              | 아역상                           | 천국의 계단                   | 후보 |
| 2004 | KBS 연기대상              | 남자 청소년연기상                | 해신                          | 후보 |
| 2007 | Mnet·KM 뮤직 페스티벌     | 뮤직비디오 연기상                | GoodBye Sadness               | 수상 |
| 2008 | 제2회 Mnet 20's 초이스    | 핫시트콤 스타상                  | 코끼리                        | 수상 |
| 2008 | MBC 방송연예대상          | 코미디·시트콤부문 남자 신인상    | 코끼리                        | 후보 |
| 2010 | 제19회 부일영화상         | 신인남자연기상                   | 구르믈 버서난 달처럼          | 후보 |
| 2013 | KBS 연기대상              | 남자 신인연기상                  | 사랑은 노래를 타고 아이리스 2 | 후보 |
| 2016 | 제2회 서울웹페스트 영화제 | 남우주연상                       | 질풍기획                      | 후보 |
| 2022 | KBS 연기대상              | 일일드라마부문 남자 우수연기상   | 내 눈에 콩깍지                | 수상 |
| 2024 | 제10회 에이판 스타 어워즈 | 장편드라마부문 남자 최우수연기상 | 수지맞은 우리                 | 후보 |
| 2024 | KBS 연기대상              | 남자 최우수연기상                | 수지맞은 우리                 | 후보 |
| 2024 | KBS 연기대상              | 일일드라마부문 남자 우수연기상   | 수지맞은 우리                 | 수상 |
| 2024 | KBS 연기대상              | 남자 인기상                      | 수지맞은 우리                 | 후보 |
| 2024 | KBS 연기대상              | 베스트 커플상 (with 함은정)      | 수지맞은 우리                 | 수상 |
| 2024 | SBS 연예대상              | 토크·리얼리티부문 신인상         | 동상이몽 2 - 너는 내 운명     | 후보 |
| 2024 | SBS 연예대상              | 굿패밀리상                       | 동상이몽 2 - 너는 내 운명     | 수상 |

## 홍보대사
- 2008년 국제 청소년영화제 홍보대사